# Ignacio García-Valiño
Ignacio García-Valiño (Saragozza, 1968 – Marbella, 5 luglio 2014) è stato uno scrittore spagnolo.
La sua attività principale è stata quella di psicologo scolastico, che affiancava a quella di scrittore e sceneggiatore cinematografico. La maggior parte della sua produzione letteraria non è ancora tradotta in lingua italiana.
Ha scritto un volume di racconti, La caja de música y otros cuentos e i romanzi La irresistible nariz de Verónica (che è stato insignito del Premio de Novela José Mª de Pereda), Urias y el rey David, La caricia del escorpión, con cui è stato finalista del Premio Nadal nel 1998, Una cosa es el silencio e Querido Caín, con cui nel 2006 è stato finalista del Premio de Novela Ciudad de Torrevieja.
In Italia era noto per aver pubblicato nel 2007 il giallo di ambientazione storica Le due morti di Socrate (in spagnolo: Las dos muertes de Socrates, pubblicato nel 2003), ambientato ad Atene nel 399 a.C.: l'investigatore è il filosofo sofista Prodico di Ceo.

## Opere

### Romanzi gialli
- 2003 - Le due morti di Socrate (Las dos muertes de Socrates), Sonzogno (ISBN 9788845413728)[2]

### Altri romanzi
- 1997 - La irresistible nariz de Verónica
- 1997 - Urias y el rey David
- 1998 - La caricia del escorpión
- 1999 - Una cosa es el silencio
- 2006 - Caro Caino (Querido Caín)[2]

### Racconti
- 1993 - La caja de música y otros cuentos (1993)